# Făgăraș
Făgăraș là một đô thị thuộc hạt Brașov, România. Dân số thời điểm năm 2002 là 35759 người.